# Jonas Halling Frederiksen
Jonas Halling Frederiksen (født d. 16. november 1989) er en dansk fodboldspiller, der seneste var på kontrakt i Vejle Boldklub. 

## Karriere
Jonas Halling fik sin fodboldopdragelse i Vejle Boldklubs ungdomsafdeling. Allerede som 16-årig skrev han under på en tre-årig kontrakt med klubben fra Nørreskoven, og i 2008 blev han en del af Vejle Boldklubs 1. holds trup.
Halling er central midtbanespiller og kendetegnet ved en velfunderet fysik, en god teknik og et godt blik for spillet.
I efterårssæsonen 2010 er Jonas Halling udlejet til Kolding FC